# Ualabi de Brown
El ualabi de Brown (Thylogale browni) és una espècie de marsupial de la família dels macropòdids. Viu a Indonèsia i Papua Nova Guinea. El seu hàbitat natural són els boscos secs tropicals o subtropicals, sabanes seques, matollars secs tropicals o subtropicals i herbassars secs de plana tropicals o subtropicals. Està amenaçat per la pèrdua d'hàbitat.